# Mozdok

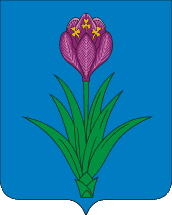
Stadens vapen.

Mozdok (ryska Моздо́к) är en stad i norra Nordossetien i Ryssland. Den är delrepublikens näst största stad med 40 042 invånare i början av 2015. Staden grundades 1759 och fick stadsrättigheter 1785.